# Saint-Edmond
 Saint-Edmond  es una población y comuna francesa, en la región de Borgoña, departamento de Saona y Loira, en el distrito de Charolles y cantón de Chauffailles.

## Demografía
| 314 | 270 | 256 | 283 | 293 | 319 |
| Para los censos de 1962 a 1999 la población legal corresponde a la población sin duplicidades (Fuente: INSEE [Consultar]) |     |     |     |     |     |